# ارنست پاسکال
ارنست پاسکال (انگلیسی: Ernest Pascal؛ ‏ ۱۱ ژانویهٔ ۱۸۹۶ – ۴ نوامبر ۱۹۶۶) فیلم‌نامه‌نویس، نمایشنامه‌نویس، مؤلف، شاعر و رمان‌نویس اهل ایالات متحده آمریکا بود.
از فیلم‌هایی که وی در آن‌ها نقش داشته‌است، می‌توان به شب در بهشت، سرنوشت، جک لندن، ماجرای پرشور هالیوود، درنده باسکرویل، لویدز لندن، گران کاناریا و تداخل اشاره نمود.